# Schweizer SGM 2-37
El Schweizer SGM 2-37 es un planeador de motor con tren de aterrizaje fijo y dos asientos ubicados lado a lado. Se produjeron doce unidades entre 1982 y 1988, incluyendo nueve para la Academia de la Fuerza Aérea de los Estados Unidos, que lo designó como TG-7A. El TG-7A se retiró del servicio de la Academia en abril de 2003. La estructura básica de la aeronave se utilizó más tarde en el desarrollo del avión de vigilancia encubierta SA 2-37A y SA 2-37B.

## Desarrollo

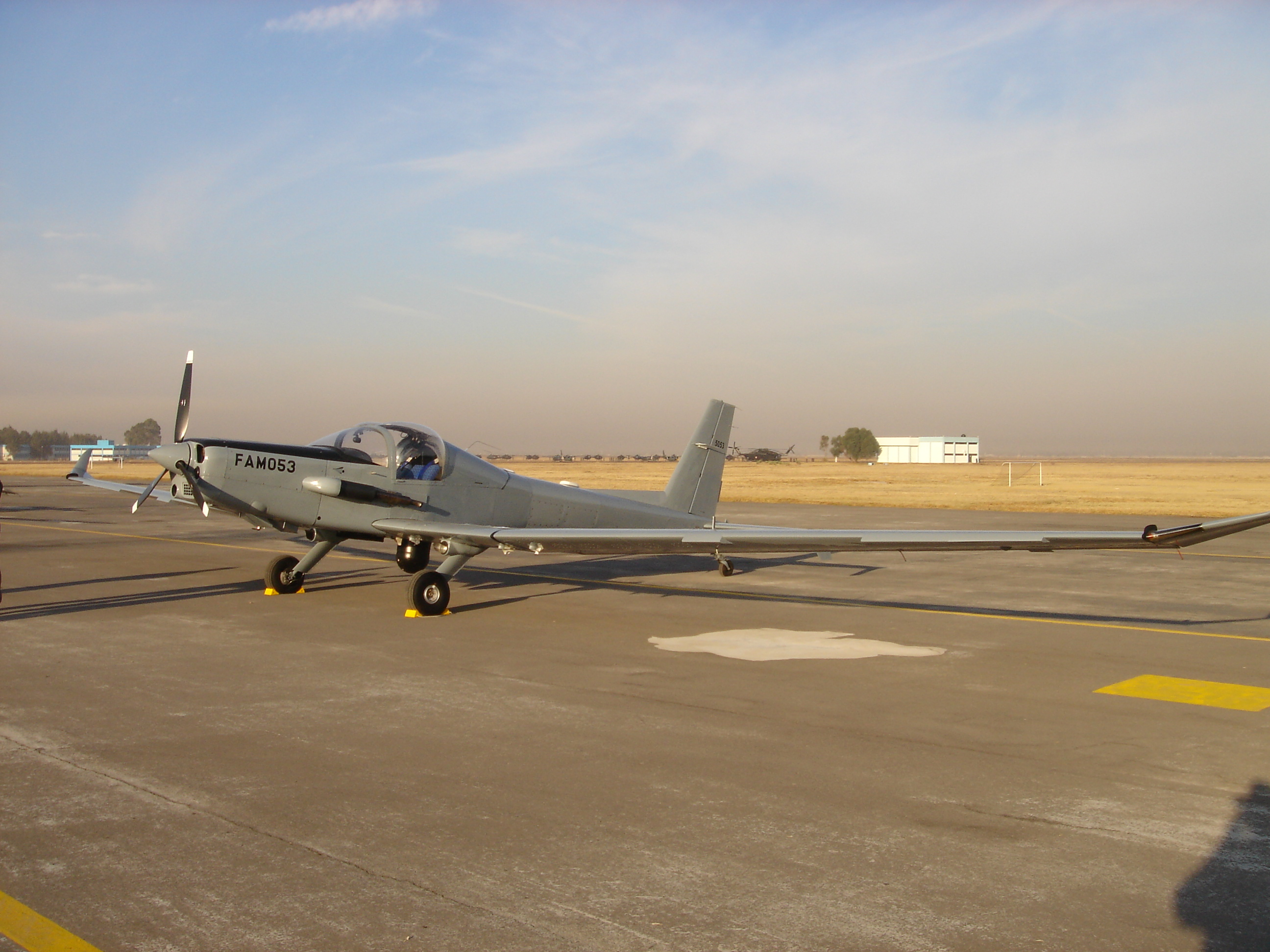
SA 2-37B de la Fuerza Aérea Mexicana en la Base Aérea de Santa Lucía.

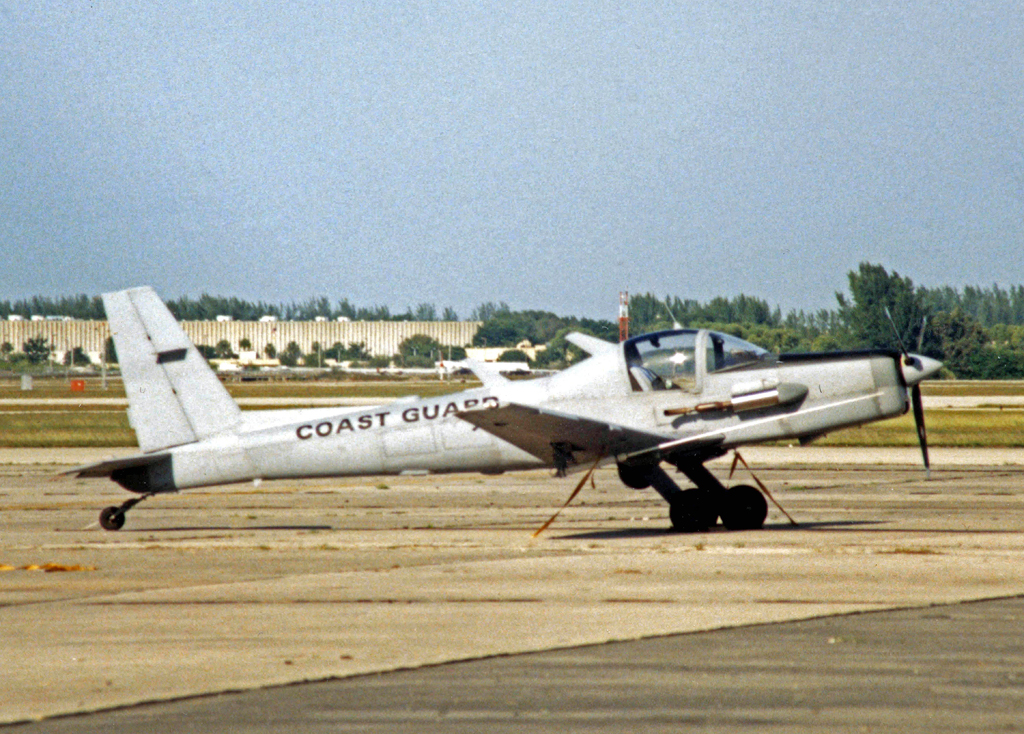
RG-8 de la Guardia Costera de Estados Unidos en el Aeropuerto Ejecutivo de Miami-Opa Locka.

El SGM 2-37 fue diseñado a petición de la USAF para su uso en su Academia como avión de entrenamiento. Para ahorrar tiempo y dinero, en el desarrollo del avión se utilizaron una serie de componentes de aeronaves existentes:
- Morro: El carenaje y la instalación del motor fueron adaptados del Piper PA-38 Tomahawk.
- Alas: Las alas fueron adaptadas a partir del Schweizer SGS 1-36 Sprite.
- Cola: La cola fue adaptada a partir del Schweizer SGS 2-32.

El diseño fue pensado para estar disponible tanto como avión civil, como militar. La versión de la USAF está impulsada por un motor de 4 cilindros Lycoming O-235-L2C de 84 kW (112 hp). La versión civil ofreció el mismo motor con opción a un Lycoming O-320 de 112 kW (150 hp) o un Lycoming O-360 de 134 kW (180 hp).
El avión posee una construcción monocasco de aluminio totalmente metálica. La cubierta del motor está hecha de fibra de vidrio y se emplean polímeros en componentes no estructurales. El SGM 2-37 cuenta con un compartimento de equipaje de 760 litros detrás de los asientos. El avión no tiene flaps, en cambio tiene "frenos de picado" equilibrados y montados en la parte superior e inferior de las alas, similar a otros planeadores con motor Schweizer.
El SGM 2-37 fue comercializado por la empresa como adecuado para las siguientes funciones:
- Entrenador planeador.
- Entrenador de aeronaves propulsadas.
- Aviones de turismo privado.
- Vigilancia.
- Inspección aérea.

El SGM 2-37 se usó más tarde en el desarrollo del SA 3-38 y de su versión militar, el RU-38 Twin Condor.

## Variantes
SGM 2-37
Planeador con motor para la USAF y el mercado civil, se produjeron 12 unidades en total.
SA 2-37A
El SA 2-37A es un avión de dos asientos destinado a realizar misiones de vigilancia, construido para CIA y del Ejército de Estados Unidos, y está equipado con un motor Lycoming O-540-B de 235 hp. Los registros de aeronaves de Estados Unidos muestran seis SA 2-37A, cuatro de ellos pertenecientes a "Arrendamiento de Aeronaves Vantage". Todos están en la categoría de Exhibición/Experimental.
SA 2-37B
Versión mejorada del SA 2-37A, equipada con un motor Lycoming TIO-540-AB1AD de 250 hp. El avión está diseñado para realizar misiones de vigilancia encubierta gracias a los sensores FLIR, sensores electrónicos y demás sensores que permiten detectar actividades terrestres y marítimas sin que la aeronave sea detectada desde abajo. Esta aeronave puede cargar hasta 230 kg de sensores y equipos de carga útil en un compartimento del fuselaje de 2000 l. Se construyeron 6 aeronaves en total, 4 fueron ya dadas de baja por la USAF y actualmente son propiedad de Schweizer Aircraft para investigación y desarrollo experimental, las otras dos fueron entregadas a la Fuerza Aérea Mexicana y a la Fuerza Aérea Colombiana para apoyar a las fuerzas terrestres en las guerras contra el narcotráfico en ambos países.
TG-7A
Designación que usó la USAF para el SGM 2-37.
RG-8A
Los TG-7A que pertenecían a la USAF fueron pasados posteriormente a la Guardia Costera, que lo designaron como RG-8A.

## Operadores
Bolivia
- Fuerza Aérea Boliviana: al menos una aeronave fue operada por la FAB en 1994.[9]

 Colombia
- Fuerza Aérea Colombiana

 Estados Unidos
- Fuerza Aérea de los Estados Unidos
- Ejército de los Estados Unidos
- Guardia Costera de Estados Unidos

 México
- Fuerza Aérea Mexicana

## Especificaciones
Características:

| Característica                  | SGM 2-37                         | SA 2-37B                             |
| Tripulación                     | 2 en asiento lado a lado         | 2 en asientos lado a lado            |
| Longitud                        | 8,5 m                            | 8,79 m                               |
| Envergadura                     | 18,14 m                          | 21,7 m                               |
| Altura                          | 2,4 m                            | 2,7 m                                |
| Superficie alar                 | 18,18 m^2                        | 18,68 m^2                            |
| Peso en vacío                   | 544 kg                           | 1156 kg                              |
| Carga útil                      | 295 kg                           | 322 kg                               |
| Peso máximo al despegue         | 839 kg                           | 1950 kg                              |
| Planta motriz                   | 1 × Lycoming O-235-L2C de 112 hp | 1 × Lycoming TIO-540-AB1AD de 250 hp |
| Velocidad a no exceder          | 118 kn (219 km/h)                | 165 kn (305 km/h)                    |
| Velocidad de crucero            | 60 kn (112 km/h)                 | 125 kn (231 km/h)                    |
| Velocidad de entrada en pérdida | 42 kn (78 km/h)                  | 67 kn (124 km/h)                     |
| Alcance                         | 230 NM (425 km)                  | 200 NM (370 km)                      |
| Techo de vuelo                  | 14 000 pies (4300 m)             | 24 000 pies (7315 m)                 |

## Aeronaves relacionadas

### Desarrollos relacionados
- Schweizer SGS 1-36 Sprite
- Schweizer SGS 2-32
- Schweizer RU-38 Twin Condor

### Aeronaves similares
- Grob G 109
- Valentin Taifun
- Diamond HK36 Super Dimona
- Pipistrel Sinus

### Secuencias de designación
- Secuencia Numérica (interna de Schweizer): ← 1-34 - 1-35 - 1-36 - 2-37 - 2-38 - X-26 Frigate
- Secuencia TG-_ (Planeadores estadounidenses, 1962-presente): ← TG-4 - TG-5 - TG-6 - TG-7 - RG-8 - TG-9 - TG-10 - TG-11  →